# Incidente de Sumdorong Chu
A escaramuça sino-indiana de 1987 ou incidente de Sumdorong Chu, por vezes chamado de incidente de Wangdung, foi o terceiro confronto militar entre as Forças Terrestres do Exército de Libertação Popular da China e o Exército Indiano que ocorreu no Vale Sumdorong Chu. 

## Histórico
Após seu retorno ao poder em 1980, como primeira-ministra indiana Indira Gandhi ordenou uma revisão geral dos planos de segurança da Índia. Em 1982-1983, aprovou o plano do Chefe do Estado-Maior do Exército, General K. V. Krishna Rao, com o propósito de atualizar o desdobramento esporádico de forças ao longo da Linha de Controle Real com a República Popular da China.
Desde a guerra sino-indiana de 1962, a Índia não retornava ao local de sua grande derrota em Namka Chu, um riacho que flui de leste-oeste que separa o Thag La e o cume de Hathung La ao sul. Os esforços da Índia para ocupar Thag La foram o casus belli do ataque militar chinês de outubro de 1962 à Índia. Como não havia outros locais defensáveis possíveis ao norte de Tawang, o governo indiano decidiu até certo ponto que, no caso de uma nova guerra, eles abandonariam a cidade e se preparariam para a batalha no desfiladeiro Se La, a leste. No entanto, após a revisão de 1980, foi decidido pelos estrategistas militares que era importante defender Tawang em um futuro conflito.  O exército deixou claro que a única linha viável de defesa para Tawang seria ao longo da cordilheira de Hathung La. Em 1983, uma equipe do Intelligence Bureau da Índia foi para a margem de Sumdorong Chu, que fica a nordeste da confluência da Namka Chu e Nyamjiang Chu. As forças de defesa permaneceram durante o verão e voltaram no inverno. Este procedimento foi seguido por dois anos. Em 1986, as forças indianas descobriram que os chineses os precederam e montaram estruturas semipermanentes no local.
Em fevereiro de 1986, o exército nomeou um novo chefe, o general Krishnaswamy Sundarji, que estava determinado a pressionar as decisões tomadas pelo general Krishna Rao. Além disso, Sundarji buscou permissão do governo para realizar um exercício chamado Operação Chequerboard para averiguar com que rapidez as tropas baseadas nas planícies de Assam poderiam assumir suas posições na fronteira sino-indiana. Como parte do exercício, no final do ano, o exército desembarcou uma brigada de tropas em Zimithaung, ao sul de Hathung La, usando seus novos helicópteros Mi-26. Essas forças ocuparam o La Hathung, através do Namka Chu de Thag La. Tudo isso alarmou as forças chinesas na região; que responderam com prontidão e aumentaram suas forças para ocupar posições ao longo de toda a Linha de Controle Real. Em pontos próximos a essa área, as tropas estavam agora frente a frente com seus homólogos indianos. Isso causou preocupações sobre confrontos sino-indianos.

## Possibilidade de guerra
No final de 1986, a Índia concedeu o estatuto de Estado a Arunachal Pradesh. O governo chinês começou a protestar. Mas os movimentos militares em Tawang, tomados em conjunto com esta ação política, foram vistos como uma provocação pelos chineses. No início de 1987, o tom de Pequim tornou-se semelhante ao de 1962 e, com o exército indiano se recusando a recuar, os diplomatas ocidentais previram a guerra.
O resultado foi um degelo. O Ministro das Relações Exteriores da Índia, T.D. Tiwari, chegou a Pequim em maio de 1987 a caminho de Pyongyang, na Coreia do Norte. Ele carregava consigo mensagens dos líderes indianos de que não havia intenção, por parte de Nova Délhi, de agravar a situação. A primeira reunião formal para discutir “o congelamento da situação” desde 1962, realizou-se em agosto de 1987 em Bum La na sequência do caso de Wangdung. Ambas as partes decidiram iniciar conversações com urgência renovada e, no ano seguinte, Rajiv Gandhi visitou Pequim, retribuindo a visita de Zhou Enlai ocorrida nos anos 1960. 

## Resultado
Tanto a Índia quanto a China perceberam o perigo do conflito inadvertido e, após a postura inicial, uma decisão foi tomada para desescalar seus desdobramentos. A consequência do episódio de Sumdorong Chu foi que a Índia e a China decidiram reiniciar seu diálogo em uma nova e mais urgente base. Depois da visita de Rajiv Gandhi, em setembro de 1988, houve um hiato por causa da turbulência política na Índia. Mas finalmente, em 1993, os dois países assinaram um acordo para garantir a paz ao longo da Linha de Controle Real.